# Castagnetten
Castagnetten zijn een slagwerkinstrument dat vooral gebruikt wordt in Spanje, en daarnaast Latijns-Amerika, Portugal, de Filppijnen, Zuid-Italië en Kroatië. Verwante versies vindt men in Noord-Afrika. Het instrument bestaat uit een paar holle hardhouten schelpen die aan één kant verbonden zijn met een koordje. Ze worden in de hand gehouden en produceren een klikgeluid of een ratelend geluid bij snel opeenvolgende kliks.

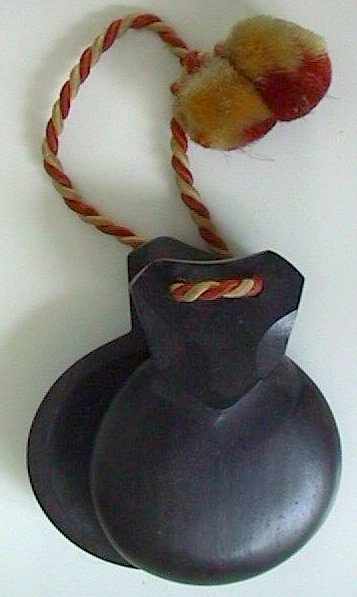
Castagnetten

Volgens de meeste historici zijn de instrumenten al rond de 3000 jaar geleden via de reizende Feniciërs in Spanje en elders in het Mediterraanse gebied terechtgekomen, maar hebben ze waarschijnlijk hun oorsprong in het oude Egypte. Daar bestonden van oudsher versies van metaal, hout, en ivoor. De oude Romeinen troffen ze reeds aan onder de inheemse volkeren (Iberiërs en anderen) in Hispania (nu Spanje/Iberisch schiereiland).
Castagnetten werden en worden traditioneel gebruikt in verschillende volksmuziek in Spanje, onder meer in de jota (noordoostelijk gelegen Aragón, Midden-Spanje (Kastilië/meseta), Valencia, Murcia), fandango, en delen van de flamenco, en andere Zuid-Spaanse en Andalusische muziek (w.o. sevillanas). Ze hoorden vaak bij bijbehorende volksdansen, en hebben daar de langste traditie. Ook in delen van Portugal werden en worden ze gebruikt, en mettertijd verspreidden ze zich ook naar andere delen van Spanje (zoals NW Spanje). 
Buiten Spanje vindt men het instrument in voormalige Spaanse kolonies (Mexico e.a., Filippijnen - daar gemaakt van bamboe), en elders in Europa met name in Zuidelijk Italië, met name in Napels in de tarantella, vermoedelijk door Spaanse invloed, maar ook in Kroatië. Metalen varianten bestonden in het voormalige Ottomaanse rijk, en in delen van Marokko.
In de praktijk gebruikt de speler een paar in elke hand. Het koordje wordt aan de duim vastgemaakt en de castagnetten liggen in de handpalm. Traditioneel geeft de ene ("zwakke") hand basale/vaste ritmes en slagen aan met enkele vingers tegelijk, en gebruikt men met de castagnet in de andere hand alle vier vingers los voor variaties, onder meer ratelen.
Castagnetten worden nog maar weinig gebruikt buiten de Spaanse volksmuziek of de Spaanse of Latijns-Amerikaanse neo-folk, hoewel enkele Jazz-artiesten ze hebben gebruikt (o.m. Miles Davis), en enkele percussionisten in World-genres.
Ze worden ook gebruikt in klassieke muziek om een Spaanse sfeer op te roepen, zoals in Georges Bizets opera Carmen of in Emmanuel Chabriers orkestwerk España. Ook zijn ze te horen in de Dans van de zeven sluiers in Richard Strauss' opera Salome en in Richard Wagners Tannhäuser.
Een voorloper van de castagnetten is de menat, uit de Oud-Egyptische muziek.

## Etymologie
De Nederlandse naam castagnetten is ontleend aan het Franse castagnettes. In het Spaans heten ze castañuelas.